# Augusto Rocha
Augusto Francisco Rocha (Macao, 7 febbraio 1935) è un ex calciatore portoghese, di ruolo attaccante.

## Carriera

### Nazionale
Ha collezionato sette presenze con la propria Nazionale.

## Statistiche

### Cronologia presenze e reti in Nazionale
| Cronologia completa delle presenze e delle reti in nazionale ― Portogallo | Cronologia completa delle presenze e delle reti in nazionale ― Portogallo | Cronologia completa delle presenze e delle reti in nazionale ― Portogallo | Cronologia completa delle presenze e delle reti in nazionale ― Portogallo | Cronologia completa delle presenze e delle reti in nazionale ― Portogallo | Cronologia completa delle presenze e delle reti in nazionale ― Portogallo | Cronologia completa delle presenze e delle reti in nazionale ― Portogallo | Cronologia completa delle presenze e delle reti in nazionale ― Portogallo |
| Data                                                                      | Città                                                                     | In casa                                                                   | Risultato                                                                 | Ospiti                                                                    | Competizione                                                              | Reti                                                                      | Note                                                                      |
| ------------------------------------------------------------------------- | ------------------------------------------------------------------------- | ------------------------------------------------------------------------- | ------------------------------------------------------------------------- | ------------------------------------------------------------------------- | ------------------------------------------------------------------------- | ------------------------------------------------------------------------- | ------------------------------------------------------------------------- |
| 13-4-1958                                                                 | Madrid                                                                    | Spagna                                                                    | 1 – 0                                                                     | Portogallo                                                                | Amichevole                                                                | -                                                                         |                                                                           |
| 7-5-1958                                                                  | Wembley                                                                   | Inghilterra                                                               | 2 – 1                                                                     | Portogallo                                                                | Amichevole                                                                | -                                                                         |                                                                           |
| 21-5-1959                                                                 | Göteborg                                                                  | Svezia                                                                    | 2 – 0                                                                     | Portogallo                                                                | Amichevole                                                                | -                                                                         |                                                                           |
| 3-6-1959                                                                  | Lisbona                                                                   | Portogallo                                                                | 1 – 0                                                                     | Scozia                                                                    | Amichevole                                                                | -                                                                         |                                                                           |
| 16-12-1962                                                                | Oeiras                                                                    | Portogallo                                                                | 3 – 1                                                                     | Bulgaria                                                                  | Qual. Euro 1964                                                           | -                                                                         |                                                                           |
| 23-1-1963                                                                 | Roma                                                                      | Bulgaria                                                                  | 1 – 0                                                                     | Portogallo                                                                | Qual. Euro 1964                                                           | -                                                                         |                                                                           |
| 21-4-1963                                                                 | Oeiras                                                                    | Portogallo                                                                | 1 – 0                                                                     | Brasile                                                                   | Amichevole                                                                | -                                                                         |                                                                           |
| Totale                                                                    |                                                                           | Presenze                                                                  | 7                                                                         |                                                                           | Reti                                                                      | 0                                                                         |                                                                           |